# Gerard Guerra i Ribó
Gerard Guerra i Ribó (Badalona, 26 d'abril de 1986) és un filòleg, crític teatral i professor català.

## Biografia
Nascut a Badalona, va cursar estudis primaris a l'Escola Jungfrau i secundaris a l'Institut Badalona VII. Va llicenciar-se en Filologia Catalana (2011) per la Universitat Autònoma de Barcelona i va titular-se del màster en Estudis Teatrals per la mateixa universitat, juntament amb la Universitat Pompeu Fabra i l'Institut del Teatre, amb la tesina La recepció de 'Manon Lescaut' de Giacomo Puccini a Barcelona (1896). El 2018 va cursar el màster en formació del professorat i va passar a treballar com a professor d'educació secundària a la Generalitat de Catalunya. Essent encara estudiant, en l'àmbit editorial, va començar en el projecte de l'Institut d'Estudis Catalans d'edició crítica de les obres completes de Milà i Fontanals. Ha participat, com a curador, amb Enric Gallén, en l'edició completa de les obres de Mercè Rodoreda, publicada per l'Institut d'Estudis Catalans i la Fundació Mercè Rodoreda.
Com a documentalista, va col·laborar amb el Museu de Badalona i l'Espai Betúlia en diversos projectes com ara l'exposició sobre Antoni Bori i Fontestà. A partir del 2016 esdevé membre del Projecte de Recerca en Arts Escèniques de l'Institut del Teatre, concretament com a redactor de l'Enciclopèdia Digital en Arts Escèniques. Entre el 2014 i el 2021 va ser membre del jurat dels Premis Literaris Ciutat de Badalona en la categoria de narrativa. També ha participat en diverses produccions de teatre professional, com a codirector o traductor, i va participar, com a actor, en una pel·lícula.
Des del 2015 col·labora amb Badalona Comunicació com a crític teatral i d'òpera. Ha publicat articles, ressenyes i crítiques de teatre i òpera en revistes com Els Marges, Caràcters, Assaig de Teatre, Carrer dels arbres, Núvol, Llengua&Literatura, «La Llança» d'El Nacional i Teatre Barcelona. També ha prologat algunes obres de teatre publicades per la Sala Beckett.

## Obra
- Deu obres d'Àngel Guimerà, edició conjunta amb Martí Romani. Arola Editors, 2020. ISBN 978-84-122560-8-6.[16]
- Teatre complet, Mercè Rodoreda. Edició conjunta amb Enric Gallén. Institut d'Estudis Catalans i Fundació Mercè Rodoreda, 2019. ISBN 978-84-121134-0-2.
- Personatges que busquen, pròleg a l'obra Malamort, de Daniela Feixas, Sala Beckett, 2024, p. 7-9. ISBN 978-84-125678-9-2.
- Els sons del nostre món, pròleg a l'obra Cacophony, de Molly Taylor, Sala Beckett, 2024, p. 7-9. ISBN 978-84-125678-7-8.
- Guimerà, a cavall de l'òpera i el teatre musical, dins Guimerà i la vigència escènica, Punctum i Ajuntament del Vendrell, 2023, p. 43-77. ISBN 978-84-123303-8-0.
- Què en fem del passat quan ens persegueix?, epíleg a l'obra Al final, les visions, de Llàtzer Garcia, Sala Beckett, 2022, p. 81-87. IBSN: 978-84-125678-1-6.

- La vida segueix sota la neu, pròleg a l'obra Sota la neu d'Anna Llopart, Sala Beckett, 2021, p. 5-9. ISBN 978-84-123606-0-8.
- El verisme com a concepte. Gran Teatre del Liceu, programa de mà de les òperes "Cavalleria rusticana" de Pietro Mascagni i "Pagliacci" de Ruggero Leoncavallo, desembre 2019.
- Antoni Bori i Fontestà, un segle després de la seva mort. Carrer dels arbres, Revista digital d'història i patrimoni de Badalona. Badalona: Museu de Badalona, 2016, núm. 1, quarta època, p. 30-40.
- Enric Borràs a Badalona. Carrer dels arbres. Badalona: Museu de Badalona, desembre del 2009. Número 20, tercera època. p. 75-88.